# Mitja Ribičič
Mitja Ribičič (ur. 19 maja 1919 w Trieście, zm. 28 listopada 2013 w Lublanie) − polityk słoweński i jugosłowiański, premier SFRJ, przewodniczący ZKJ.

## Życiorys
Jest synem pisarza Josipa i ojcem dziennikarza Cirila. Podczas II wojny światowej brał udział w partyzantce NOVJ. Od 1941 członek Związku Komunistów Jugosławii. W latach 1969–1971 był premierem Socjalistycznej Federacyjnej Republiki Jugosławii, a od 1982 r. do 1983 r. − przewodniczącym Związku Komunistów Jugosławii.
Od 1994 było prowadzone dochodzenie dotyczące zbrodni wojennych, które zakończyło się w maju 2005 oskarżeniem Ribičičia o zlecenie 234 wyroków śmierci na osobach podejrzanych o kolaborację z nazistami w latach 1945–1946.